# ТЕС Пунта дель Тігре B
ТЕС Пунта дель Тігре B (ісп. Punta del Tigre B) — електростанція в Уругваї, для якої обрана технологія комбінованого парогазового циклу, перша подібна ТЕС у країні.
Розташована на захід від столиці країни Монтевідео, на узбережжі естуарію Ріо-де-ла-Плата, вода з якого буде використовуватись для охолодження. У цьому місці вже існує діюча ТЕС Punta del Tigre A, введена в експлуатацію в 2000-х роках у складі кількох газових турбін.
Загальна потужність єдиного енергоблоку, який обладнають двома газовими турбінами Siemens SGT5-2000E та однією паровою турбіною Skoda, становитиме 525 МВт.
Первісно введення електростанції в експлуатацію очікувалось зимою 2015/2016 років. Втім, спорудження ТЕС стикнулось з затримками через трудові конфлікти, не пов'язані з генеральним підрядником, у ролі якого виступає південнокорейська Hyundai. Наразі планований термін введення електростанції Punta del Tigre B в експлуатацію — 2017 рік.
Загальна вартість проекту оцінюється в 740 млн доларів США.
Природний газ, необхідний для роботи електростанції, буде постачатись через трубопровід Cruz del Sur. Останній первісно прокладений для транспортування аргентинського газу, проте внаслідок дефіциту цього палива в самій Аргентині Уругвай був вимушений перейти до реалізації планів імпорту ЗПГ через плавучий регазифікаційний термінал, перемичка від якого з'єднається з Cruz del Sur. Як резервне паливо передбачена нафта.